# ラリー・オブ・ターキー
ラリー・ターキー（Rally Turkey）は、トルコ共和国で開催される世界ラリー選手権 (WRC) のイベントの一つ。旧称はラリー・オブ・ターキー。

## 概要
最初の開催は1972年で、イスタンブールで行われていた。1999年にはWRCのカレンダー候補にも挙がっていた。
2003年からWRCに昇格し、62人中27中がフィニッシュした。そのときの優勝者はカルロス・サインツである。世界ジュニアラリー選手権 (JWRC) にも選ばれたり、2005年にはプロダクションカー世界ラリー選手権 (PWRC) が併催されている。この年は78チームが参加し、53チームがフィニッシュしている。中でもセバスチャン・ローブは、4時間21分48秒という記録を残している。
2006年は、北部に位置するケマル、クムルカ、アンタルヤの順に走行ということになった。
2007年はインターコンチネンタル・ラリー・チャレンジ (IRC、現在はヨーロッパラリー選手権 (ERC) と統合) の一つとして選ばれている。
2008年と2010年を最後にWRCカレンダーから外れたが、2018年に8年ぶりに復帰することになった。自動車市場の製造・販売両面においてトルコの重要度が高いことが復帰の決め手となった。イベントは南西部の観光都市マルマリスを中心に行われる。

## 優勝者
| 年     | シリーズ | 優勝者                 | 優勝者                   | 車輌                    |
| 年     | シリーズ | ドライバー             | コ・ドライバー           | 車輌                    |
| ------ | -------- | ---------------------- | ------------------------ | ----------------------- |
| 2003年 | WRC      | カルロス・サインツ     | マルク・マルティ         | シトロエン・クサラWRC   |
| 2004年 | WRC      | セバスチャン・ローブ   | ダニエル・エレナ         | シトロエン・C4 WRC      |
| 2005年 | WRC      | セバスチャン・ローブ   | ダニエル・エレナ         | シトロエン・C4 WRC      |
| 2006年 | WRC      | マーカス・グロンホルム | ティモ・ラウティアイネン | フォード・フォーカスWRC |
| 2007   | IRC      | Nicolas Vouilloz       | Nicolas Klinger          | プジョー・207 S2000     |
| 2008年 | WRC      | ミッコ・ヒルボネン     | ヤルモ・レーティネン     | フォード・フォーカスWRC |
| 2010年 | WRC      | セバスチャン・ローブ   | ダニエル・エレナ         | シトロエン・C4 WRC      |
| 2018年 | WRC      | オィット・タナック     | マルティン・ヤルヴェオヤ | トヨタ・ヤリスWRC       |
| 2019年 | WRC      | セバスチャン・オジェ   | ジュリアン・イングラシア | シトロエン・C3 WRC      |
| 2020年 | WRC      | エルフィン・エバンス   | スコット・マーティン     | トヨタ・ヤリスWRC       |